# Jean-Claude Garoute
Pour les articles homonymes, voir Garoute.
Jean-Claude Garoute, dit "Tiga", né le 9 décembre 1935 à Port-au-Prince et mort le 14 décembre 2006 à Miami, est un artiste haïtien  (peintre, sculpteur, céramiste et musicien). 
Fondateur en 1968, avec Patrick Vilaire et Wilfrid Austin Casimir (Frido) de l’atelier du Poto-Mitan à Port-au-Prince, il crée en 1970 avec Maud Robart une initiative visant à renouveler la peinture haïtienne
. L’expérience donne naissance, en 1973, au mouvement Saint-Soleil : Tiga et Maud Robart installent à Soisson-la-Montagne, sur les hauteurs de Pétionville, un atelier communautaire où vont travailler les habitants des environs. André Malraux visite Soisson-la-Montagne en 1975 : il évoque cette visite et les artistes de Saint-Soleil avec lyrisme dans l’Intemporel.

## Biographie complète

### Jean Claude Garoute dit “Tiga”
Peintre, céramiste, animateur, ergothérapeute, professeur, mais aussi philosophe, musicien, créateur de bijoux et de vêtements, inlassable agitateur, Tiga marque d’une empreinte unique, lumineuse, universelle et profondément révolutionnaire l’expression artistique haïtienne contemporaine.
Fils d’Antonine Garoute, Jean Claude Garoute, dit “Tiga“, naît à Port-au-Prince le 9 décembre 1935. Il ne connaît pas son père et passe les 6 premières années de sa vie dans la commune de Grand Anse avant d’être envoyé à Port-au-Prince vivre auprès du frère jumeau de sa mère, Hamilton Garoute. Colonel et poète, celui-ci s’attache à donner à ses quatre enfants et à Jean Claude une éducation tout entière ouverte à l’expression artistique. Cela passe pour Tiga par l’apprentissage, et très vite une belle maîtrise, de l’art de la céramique au Centre de céramique de la Direction Générale de l’Éducation Nationale. De 1956 à 1958, Tiga enseigne l’art dans différents collèges et institutions artistiques de Port-au-Prince, il est nommé directeur du Centre de Céramique de la DGEN et devient membre de la Galerie Brochette, un lieu de rencontre et d’échanges culturels entre plasticiens, musiciens et écrivains.
En 1959, il est nommé directeur du Musée de céramique de Port-au-Prince et  organise  la participation haïtienne à l’Échange Culturel Mondial de la Céramique à l’Académie Internationale de la céramique de Genève.
S’étant tourné vers la peinture, Tiga, entouré de jeunes artistes enthousiastes, pose au milieu des années 1960  sous le nom de « Nouvelle École d'Art moderne» les principes  d’une esthétique novatrice. Cette première démarche communautaire est consacrée lors du festival des Arts Nègres à Dakar (Sénégal) en 1966. Tiga est responsable de la décoration du pavillon haïtien et il y rencontre pour la première fois André Malraux, ministre de la culture du gouvernement français.
En 1968, il crée un centre culturel à Port-au-Prince avec le sculpteur Patrick Vilaire et le peintre Wilfrid A. Casimir : Poto Mitan, où sont explorés et enseignés les préceptes de la Nouvelle École, est un formidable laboratoire d’idées et de techniques novatrices. Tiga y développe une méthode d'éveil des enfants par l'art, la Rotation Artistique, utilisant tambours, peinture, encres et argile. Il s’agit ici de laisser l'enfant aller librement suivant son inspiration et ses impulsions vers différents médiums, le tambour, pour la musique et expression corporelle, la peinture, l’argile et la sculpture, et l’encre, pour le dessin et écriture, et de développer ainsi une expression créatrice sans contrainte.

### La naissance de Saint Soleil
L’expérience de Poto Mitan, les enseignements qui y sont dispensés portent en germe l’accomplissement que connaîtront quelques années plus tard l’école dite de « Saint Soleil », puis le centre Kaytiga de Port-au-Prince. Une première exposition d’art total suivra en 1971 à Nérette, un quartier de Pétionville en Haïti, au domicile de Maud et Guy Robart. 1972  verra l’apparition fugace de « Poisson Soleil », atelier d’artistes et mouvement expérimental d’art populaire toujours à Pétionville. Le travail de ce groupe où s’illustrent Saint Jean Saint Juste, Mathieu Saint Juste, Louisiane Saint Fleurant et d’autres sera présenté en 1974 au Musée d’Art de Port-au-Prince. 
En 1972, Tiga et Maud Robart achètent un terrain à Soissons-la-Montagne, sur les bans de la de commune rurale de Kenscoff à une cinquantaine de kilomètres de Port-au-Prince et y créent, en réaction aux dérives mercantilistes du marché de l’art et à l’appauvrissement de sa qualité, la première communauté artistique rurale d’Haïti, l’école de Saint-Soleil.

Perché à 1 000 mètres au sommet des mornes et idéalement isolé des tumultes de la ville, Soissons-la-Montagne voit la naissance, pour reprendre les mots d’André Malraux, de « l’expérience la plus saisissante et la seule contrôlable de la peinture magique du XXe siècle ».  Au milieu des poules et des cases éparses, Tiga et Maud Robart construisent, montent un atelier, nouent des liens étroits avec les habitants locaux, paysans, artisans, enfants, leur confient pinceaux, peintures, pigments, toiles ou argile et les convient, la journée de travail terminée, à s’ouvrir à eux-mêmes, à l’expression spontanée, au chant, à la danse et à l’éveil par la pratique de tous les arts. Aucune directive, aucun conseil technique ne sont donnés, il s’agit pour chacun de prendre seul conscience de l’acte de création. L’expression est première, totalement libre, l’expérience de la création sacrée, habitée par les Loas, les esprits, se nourrit au lait pur des croyances sacrées vaudous. Levoy Exil, agriculteur et maçon, Prospère Pierre-Louis, coiffeur et fils de prêtre de vaudou, Richard Antilhomme, peintre en bâtiment, Louisiane Saint-Fleurant, cuisinière et « femme de maison », Denis Smith et Paul Dieuseul seront les membres fondateurs de la communauté de Saint Soleil.
Fasciné par l’expérience de Soissons la Montagne, André Malraux, malade et au terme de sa vie, tint pour son ultime voyage à rencontrer la communauté de Saint Soleil.
Christian Connan, Ambassadeur de France en Haïti écrit : «Malraux envisageait de venir en Haïti à la découverte de l’art brut. À Soissons -la- Montagne il n’a pas manqué de remarquer l’esprit généreux et altruiste de Tiga, son sens de la fraternité humaine, son idéal de solidarité, son désir de comprendre et d’apprendre aux autres, sa curiosité universelle, son humanisme et toutes ses qualités que l’artiste manifestait à l’égard des gens de toutes conditions, profanes en matière artistique ou autodidactes de génie, jeunes talents, artistes les plus modestes, malades mentaux ou simples d’esprit ».
Malraux se rendit à Soissons-la-Montagne en décembre 1975 puis livra le témoignage de sa quête dans son dernier ouvrage, l’Intemporel, alors sous presses chez Gallimard, en remplaçant au pied levé un chapitre qu’il consacrait à Goya par trente pages sur l’art vaudou et Saint Soleil…
« Vers 1972, le musée de Port au Prince exposait un ensemble énigmatique de tableaux aussi éloignés de l’école naïve que de l’art occidental et dont on ne savait que ceci : des paysans, des maçons, presque tous illettrés n’ayant pas vu d’images pas même les photos des journaux formaient sous la direction de deux haïtiens cultivés et artistes, une communauté qui trouvait son principal moyen d’expression dans la peinture, le second étant le spectacle, commedia dell’arte ou psychodrame ; en un mot Saint Soleil, comme si la liberté seule acclimatait ici, jusque dans ses aventures insolites, l’expérience la plus saisissante et la seule contrôlable de peinture magique en notre siècle : la Communauté de Saint Soleil" ." D’abord, qu’était cette peinture de Saint Soleil, déconcertante même en ce pays où chacun peint comme il lui plaît… Pas question de naïfs. Malades mentaux ? Il manquait les crocs, l’enchevêtrement, le matériel qui fait de leur peinture une peinture enchaînée. Enfants ? Ils ne peignent guère à l’huile… » André Malraux

### L'après Saint Soleil
1978 voit la séparation de l’École de Saint Soleil. Plus impliqués, plus reconnus, cinq de ses membres originels maîtrisant parfaitement leur art créent, jouant sur une ambiguïté phonétique et sémantique, le groupe de « Cinq Soleils » qui connait un large succès international. Parallèlement la fécondité de l’école artistique initiée par Tiga ne se dément pas et reste aujourd’hui vivace et aventureuse. Aux maîtres natifs, Antilhomme, Levoy Exil, Prospère Pierre-Louis, Louisiane Saint-Fleurant, Saint-Jacques, Saint-Jean et Denis Smith succéderont Albérik, Alouidor, Jafa, Louisiane Lubin, Matthieu Saint-Juste et Yaya dans les années 1980 et plus récemment Apier, Dastiné, Guéthin, Jan Vernal, Mira, Océli, Onel, Payas, Redjy, Jesper, Jean-Louis Maxan ou Saint-Surin. 
Le 27 mai 1995, Tiga donna à la Maison des ACP à Bruxelles, une conférence présentant Saint Soleil.
« Nous nous sommes rendu compte de l’impasse dans laquelle se trouvait cette peinture rivée à l’exotisme facile et au divertissement touristique. Et le Mouvement Saint-Soleil arrivait donc comme l’élément miracle portant promesse d’un nouveau cadre de création. Mais puisqu’il s’agissait avant tout de réhabilitation de l’art et du déblocage de l’homme, l’aspect commercial n’importait plus. D’où les difficultés que nous connaîtrons par la suite. En effet, la création d’œuvres très différentes des clichés vendus sur le marché tant décriés par les uns, en inquiéta d’autres.

«L’expérience eut ses heures de gloire, tant et si bien qu’aujourd’hui de multiples expositions de peintures se tiennent à travers le monde sous le couvert de Saint Soleil. Si on se contente de façon fantaisiste ou superficielle de parcourir les nombreux articles traitant de Saint Soleil pour interpréter le mouvement et donc y réagir sans discernement, on ne ferait pas œuvre de sagesse. Car le concept Saint Soleil qui est une expérience dynamique et passionnée de plus de 35 ans avec des enfants, des déséquilibrés mentaux, des créateurs et artisans populaires d’Haïti, ne saurait être une simple affaire de production de peintures. André Malraux lui-même qui s’est donné la peine de s’imprégner de l’esprit général de l’expérience en se rendant en Haïti, à Soissons-La-Montagne en 1976, déclarait lors d’un entretien télévisé en France : « De Saint Soleil, je n’en connais que l’aspect peinture » ou encore dans une lettre : « Les résultats obtenus en peinture, seul domaine que j’ai pu étudier, par Saint Soleil, sont à mes yeux assez exceptionnels pour que j’aie suggéré l’exposition à l’un de nos grands musées et en présiderai le comité ».

«Aussi, tous ceux qui n’ont pas été initiés à l’école de Saint Soleil ou encore qui ignorent les longues et laborieuses années de travail qui ont permis son éclosion, pourront difficilement cerner le processus d’évolution de cette école d’art populaire qui a pour axiome de fonctionnement la trilogie suivante : « Poisson Soleil » décrivant l’aspect thérapeutique, le terme « Saint Soleil » l’aspect didactique, et « Œil du Soleil » celui esthétique. La réalité socio-culturelle du peuple haïtien nécessitait cette formulation théorique. D’autre part, ces trois dimensions du programme ne doivent pas être perçues avec une rigueur mécanique, chaque individu ayant un potentiel et un souffle créateur propre lui dictant les étapes de son cheminement vers la dimension esthétique ou pas. Laquelle dimension est l’émanation de l’ « Œil du Soleil » qui ne peut être atteint que par une minorité, comme c’est le cas universel de l’élitisme du génie créateur menant à la contemplation.
En 1977, Tiga participe avec 33 membres de Saint Soleil au Festival de théâtre de Nancy à l’invitation du ministre de la Culture Jack Lang.
Il collaborera les années suivantes au Théâtre des Sources à Wroclaw en Pologne puis initiera en 1983  une expérience des rythmes et culture afro-haïtiens avec des troupes de théâtre de Suède, d’Allemagne et d’Italie. Tiga partagera également pendant un an les expériences du Théâtre Odin à Holstebro, au Danemark. 
En 1985, Tiga rentre en Haïti et y développe sa technique picturale du « Soleil brûlé », utilisation d’un mélange de Sienne, d’encre et d’acide. Selon Philippe Dodard, la technique du « Soleil brûlé » est née d’une réaction chimique qui permet de trouver une ombre sur laquelle on peut faire rejaillir la lumière. Elle sera présentée pour la première fois en public dans la résidence du Docteur Simphard Bontemps à Port-au-Prince, Haiti.
En 1989, il ouvre le Centre Culturel KAYTIGA à Bourdon Park à Port-au- Prince en Haïti puis participe à une exposition collective d’Art abstrait au Musée du Panthéon National (Mupanah). Cette même année, les œuvres des artistes de l’Œil du Soleil sont au deuxième Festival du Film Caribéen en Martinique et Tiga expose en solitaire à la Galerie Marassa de Pétionville et à l’École des Beaux Arts de Lille en France sous l’intitulé "Fondation Septentrion de Anne et Albert Prouvost ». 
En 1990, il expose avec Philippe Dodard et Ronald Mevs à la Galerie Marassa en Haïti puis à Washington galerie LenDepas.
1995, exposition « Tiga, Retrouvailles Haïti - Cuba » avec la Fondation Culture Création et le Centre Wifredo Lam à la Havane.
En 1996, il expose en solo aux Ateliers Jérôme de Port-au-Prince puis en duo avec Philippe Dodard au Musée d’Art Haïtien et à la Galerie Marassa.
En 1999, l’exposition « Apocalypse » en duo avec Hippolyte se tient au Musée d’Art Haïtien de Port au Prince puis en 2000, Tiga participe à « Transcendance Pin », une exposition de bijoux de création avec le Jivan Fine Jewelry
En 2001,  l’exposition « La Descente aux enfers », réunit Tiga et Philippe Dodard à la Galerie Marassa en Haïti.
En 2002, la galerie Nader de Pétion Ville en Haïti présente les œuvres de Tiga sous le titre « Anges ou Folie » puis KlodeArt expose Tiga et Klode (la propre fille de Tiga) à la St Bertnard School de New York.
En 2003, la Galerie Nader à Coral Gables en Floride est inaugurée avec une exposition des œuvres de Tiga intitulée Ibobel. Toujours en 2003, Tiga assure l’illustration de la couverture de « L’histoire de  Toussaint l’Ouverture » par Horace Pauleu Sanon.
En 2004, avec sa fille Michele Claude, artiste peintre sous le pseudonyme Klode, il anime un cycle de conférences consacrées à sa théorie de la Rotation Artistique au Smithsonian Institute de Washington. En 2006, alors qu’il lutte contre le cancer qui l’emportera, il est exposé à l’inauguration de la Fondation Alliatiga en Floride
Tiga s’éteint le 14 décembre 2006 à l’Imperial Point Medical Center de Miami.

## Vidéographie
- Arnold Antonin, Tiga : Haïti, rêve, possession, création, folie, vidéo, 52 min, 2001
- « Tiga: Haïti, rêve, possession, création, folie, documentaire de Arnold Antonin »(Archive.org • Wikiwix • Archive.is • Google • Que faire ?)